# Aulos
|  | No s'ha de confondre amb Aulòs, municipi francès d'Occitània. |

L'aulos (en grec antic αὐλός) és un instrument musical de vent de fusta. Es tracta d'una espècie de flauta o d'oboè doble fabricat amb canya, compost de dos tubs i dotat d'una inxa. Va ser utilitzat en l'Antiguitat per grecs, fenicis i ibers.
És un instrument que feien sonar músics professionals. S'utilitzava en els banquets, en els funerals, en els sacrificis religiosos i per marcar el ritme i la cadència als soldats.

## Història

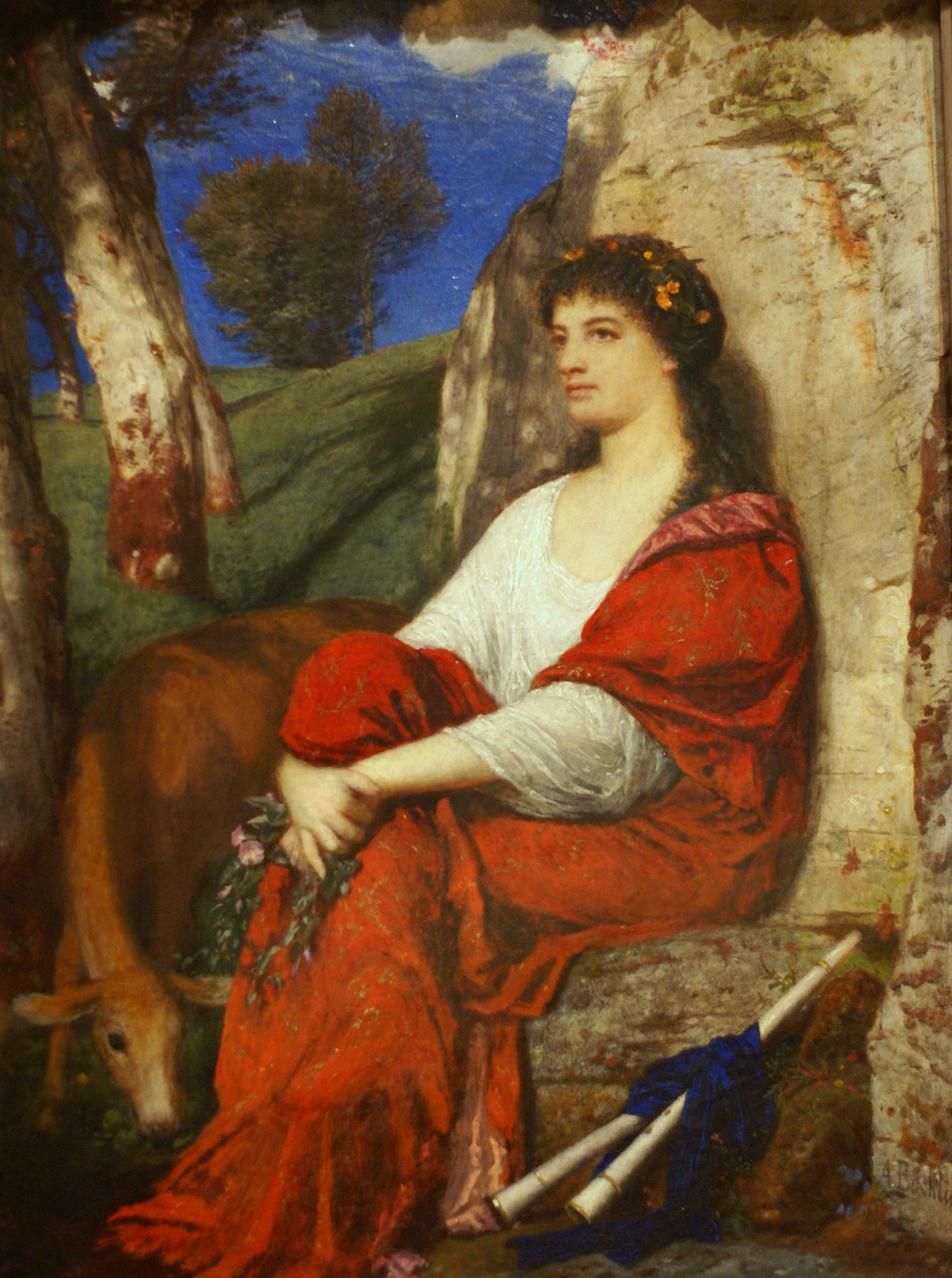
Euterpe amb el seu aulos

A la mitologia grega, l'aulos va ser inventat per la mateixa deessa Atena, que la va fabricar amb ossos de cérvol durant un banquet a la mansió dels déus. Alguns historiadors atribueixen la invenció a la musa Euterpe.
Segons alguns autors, quan Atena abandonà l'aulos llançant-lo lluny, ja que va veure, en un riuet com se li deformaven les galtes quan tocava l'instrument, el sàtir Màrsias la va recuperar. Atena havia llançat una maledicció contra qui recollís l'aulos. El sàtir va pensar que la música d'aquell instrument era la més bonica del món, i va reptar Apol·lo, que tocava la Lira, a un concurs de música amb les muses i Midas I de jurat. Ambdós van tocar de forma tan perfecta que les muses no van poder decretar un vencedor. Llavors Apol·lo va reptar al pastor a tocar el seu instrument de cap per avall. Apol·lo va donar la volta a la seva lira i va tocar. Evidentment Màrsias no podia fer el mateix amb la flauta i les muses van declarar guanyador a Apol·lo. Després de derrotar a Màrsias, el déu es va venjar d'ell, per haver gosat reptar-lo, suspenent-lo d'un pi i espellant-lo viu.
Babis, fill de Meandre i germà de Màrsias, tocava també la flauta, però, per la seva falta d'habilitat, no va ser castigat per Apol·lo i s'estalvià la còlera divina.